# Franz Bistricky
Franz Bistricky (26 juli 1914 – 7 mei 1975) was een Oostenrijks handballer.
Op de Olympische Spelen van 1936 in Berlijn won hij de zilveren medaille met Oostenrijk. Bistricky speelde twee wedstrijden.
Franz Bartl · Franz Berghammer · Franz Bistricky · Franz Brunner · Johann Houschka · Emil Juracka · Ferdinand Kiefler · Josef Krejci · Otto Licha · Friedrich Maurer · Anton Perwein · Siegfried Powolny · Siegfried Purner · Walter Reisp · Alfred Schmalzer · Alois Schnabel · Ludwig Schuberth · Johann Tauscher · Jaroslav Volak · Leopold Wohlrab · Friedrich Wurmböck · Johann Zehetner